# Оболенский, Николай Сергеевич
Князь Николай Сергеевич Оболенский (1823, Каменец-Подольский — 1914, Тула) — русский военный деятель, участник Крымской войны; генерал от инфантерии (действительный тайный советник).

## Биография
Родился 6 (18) апреля 1823 года в Каменец-Подольском. Сын князя Сергея Петровича Оболенского (1784—1871) и княжны Екатерины Ивановны Гагариной (1786—1853); племянник А. П. Оболенского и генерала В. П. Оболенского.
Получил домашнее образование, военное образование — на службе, в которую вступил в 1839 году. Прапорщик (7.02.1842), подпоручик (6.08.1847), поручик (3.07.1849). Причислен к Генеральному штабу; с 14 мая по 2 декабря 1851 года — и. д. дивизионного квартирмейстера. В дальнейшем:
- 02.12.1851 — 01.01.1857: старший адъютант штаба корпуса, штабс-капитан (30.03.1852), капитан (10.12.1853).
- 01.01.1857 — 25.12.1863: начальник штаба 3-й гренадерской дивизии, подполковник (1.01.1857), полковник (30.08.1860).
- 25.12.1863 — 01.09.1864: обер-квартирмейстер резервного корпуса при подавлении Польского восстания.
- 01.09.1864 — 27.02.1867: состоял для особых поручений при командующем войсками Московского военного округа.
- 27.02.1867 — 12.09.1874: помощник начальника местных войск Московского ВО, генерал-майор (16.04.1867).
- 12.09.1874 — 27.02.1875: состоял в запасных войсках.
- 27.02.1875 — 23.03.1875: воинский начальник Рязанской губернии.
- 23.03.1875 — 07.02.1892: состоял для особых поручений при командующем войсками Московского военного округа, генерал-лейтенант (30.08.1878).

Был уволен 7 февраля 1892 года в отставку с чином генерала от инфантерии.
В 1893 году в связи с возвращением на службу был переименован в действительные тайные советники (16.4.1893); был почётным опекуном Совета учреждений императрицы Марии по Московскому присутствию.
Умер 11 мая 1914 года и был похоронен в селе Руднево Тульского уезда.

## Награды
- орден Святой Анны 3-й ст. с мечами и бантом (1853)
- орден Святого Станислава 2-й ст. с мечами (1856)
- императорская корона к ордену Святого Станислава 2-й ст. (1858)
- орден Святой Анны 2-й ст. (1861)
- императорская корона и мечи к ордену Святой Анны 2-й ст. (1863)
- орден Святого Владимира 4-й ст. (1866)
- бант к ордену Святого Владимира 4-й ст. за 25 лет беспорочной службы (1869)
- орден Святого Владимира 3-й ст. (1870)
- орден Святого Станислава 1-й ст. (1872)
- орден Святой Анны 1-й ст. (1881)
- орден Святого Владимира 2-й ст. (1887)
- знак отличия за XL лет беспорочной службы (1890)
- орден Святого Александра Невского с бриллиантовыми знаками (1911)

## Семья
Был женат с 1851 года на Анне Шёниг (1827—1900). Их дети (дочери):
- Мария Николаевна Оболенская (1852, Владикавказ — 1933, СССР)
- Софья Николаевна Оболенская (1857, Москва — 1932, Москва). Муж (с 1880) — Эйлер, Александр Александрович (1855—1920).
- Екатерина Николаевна Оболенская (1858 — 1923, СССР)
- Елизавета Николаевна Оболенская (1860, Москва — 1952, Стамбул). Муж — N Назим-бей
- Нина Николаевна Оболенская (1866 — 1932, СССР)